# Aston Martin DBS (1967)
Aston Martin DBS – samochód sportowy klasy wyższej produkowany przez brytyjską markę Aston Martin w latach 1967–1972 oraz 1969 – 1989 jako Aston Martin V8.

## Historia i opis modelu

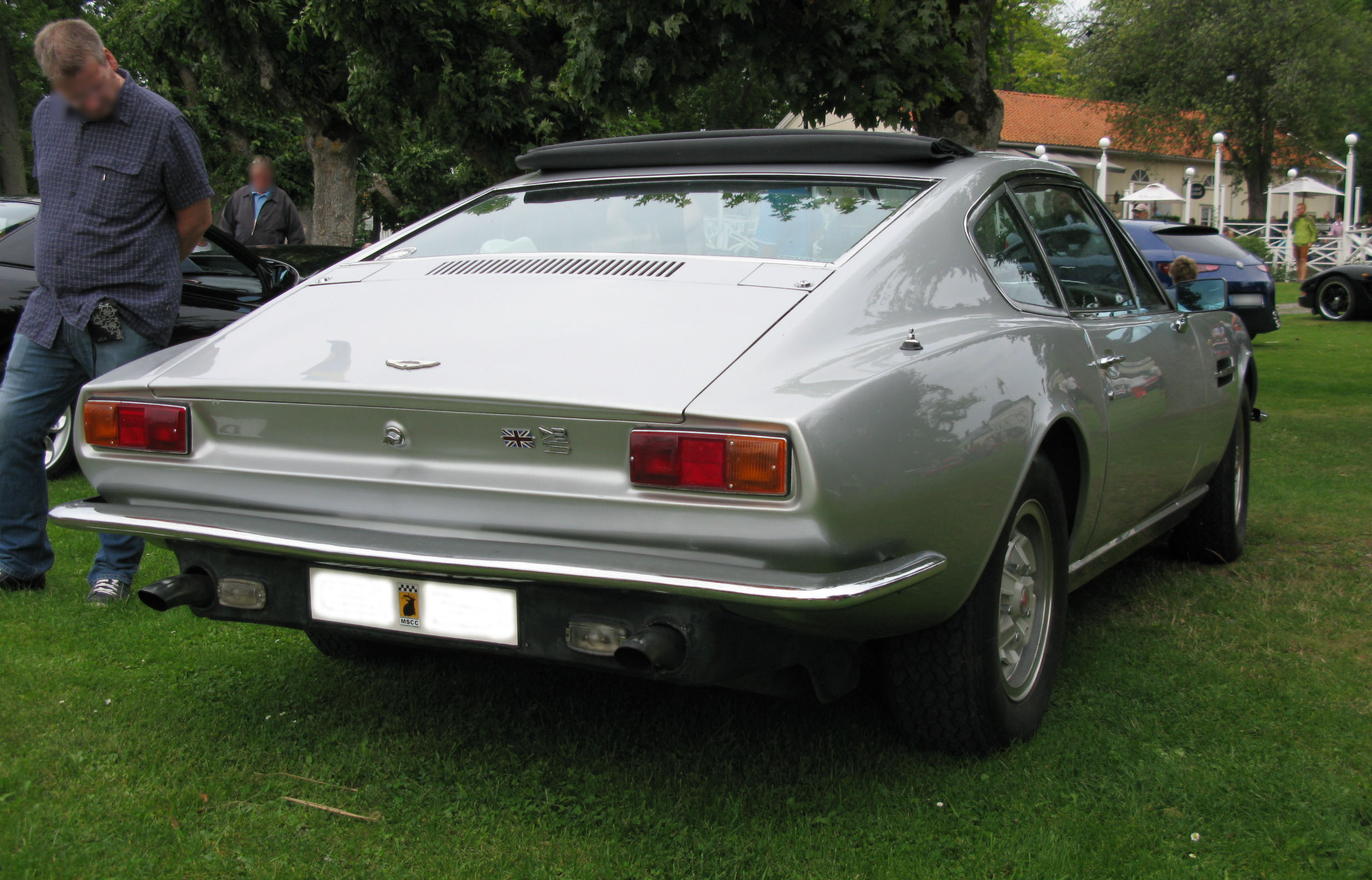
Aston Martin DBS – tył

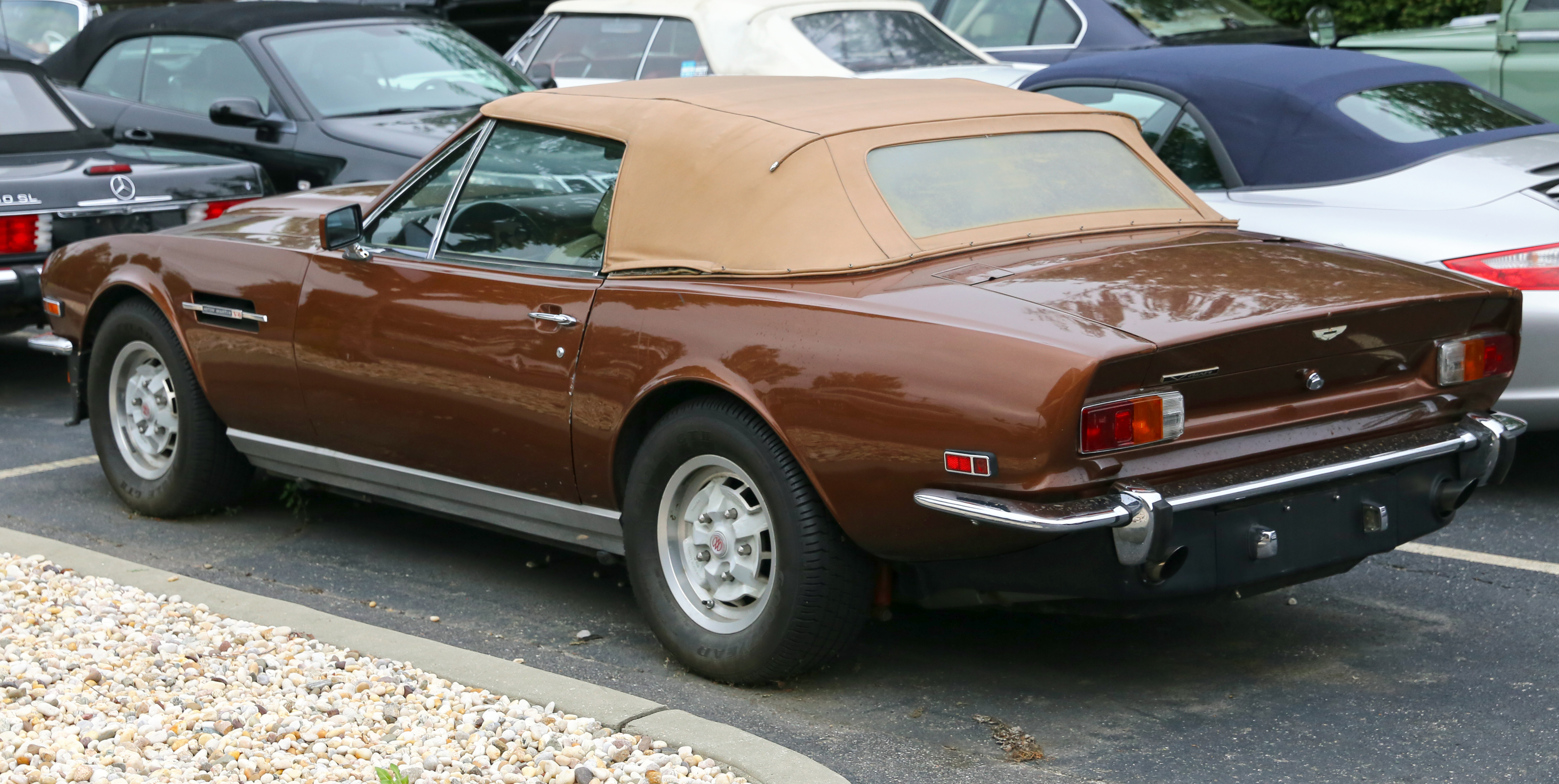
Aston Martin V8 Volante

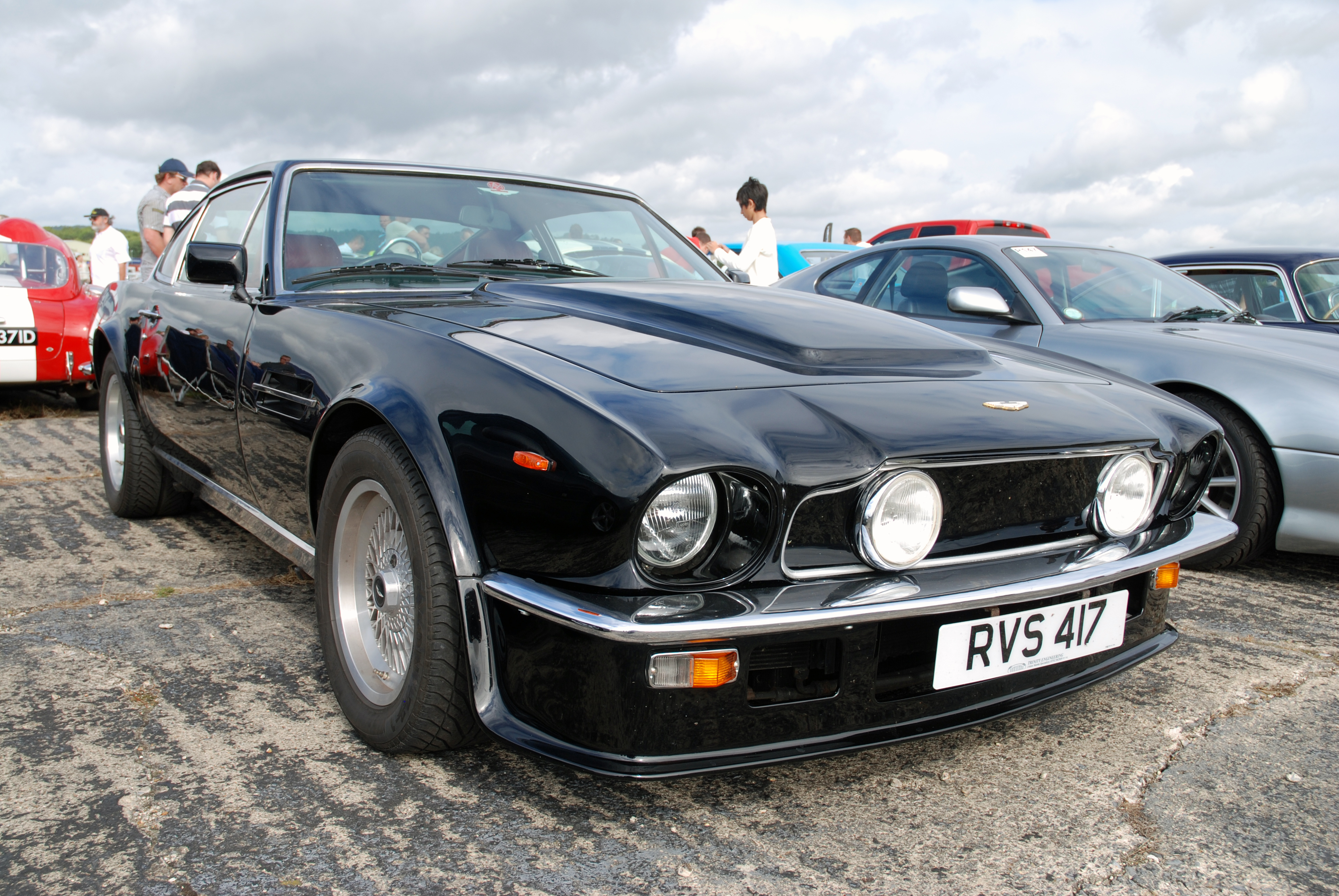
Aston Martin V8 Vantage

Dostępny jako 2-drzwiowe coupé. Do napędu użyto silnika V8 o pojemności 5,3 litra. Moc przenoszona była na oś tylną poprzez 5-biegową manualną skrzynię biegów ZF. Samochód został zastąpiony przez model Virage. Samochód był także dostępny jako 2-drzwiowy kabriolet, wersja ta występowała pod nazwą V8 Volante. Łącznie wyprodukowano 4021 egzemplarzy modelu V8 (wliczając Volante i Volare).
W 1972 roku samochód zmienił nazwę na Aston Martin V8.

### V8 Vantage
W 1977 roku przedstawiono sportową odmianę Vantage. Dostępna była jako 2-drzwiowe coupé lub 2-drzwiowy kabriolet. Do napędu użyto silnika V8 o pojemności 5,3 litra. Moc przenoszona była na koła tylne poprzez 5-biegową manualną skrzynię biegów. Został zastąpiony przez model Virage/V8 Vantage. Przez cały okres produkcji powstało 534 egzemplarze.

### Dane techniczne (V8)
- V8 5,3 l (5341 cm³), 2 zawory na cylinder, DOHC
- Układ zasilania: wtrysk
- Średnica × skok tłoka: 100,00 mm × 85,00 mm
- Stopień sprężania: 10,2:1
- Moc maksymalna: 309 KM (227,4 kW) przy 5000 obr./min
- Maksymalny moment obrotowy: 434 N•m przy 3000 obr./min
- Przyspieszenie 0-100 km/h: 6,7 s
- Prędkość maksymalna: 241 km/h

### Dane techniczne (V8 Vantage)
- V8 5,3 l (5341 cm³), 2 zawory na cylinder, DOHC
- Układ zasilania: 4 gaźniki
- Średnica × skok tłoka: 100,00 mm × 85,00 mm
- Stopień sprężania: 9,0:1
- Moc maksymalna: 395,5 KM (290,8 kW) przy 5800 obr./min
- Przyspieszenie 0-80 km/h: 3,8 s
- Przyspieszenie 0-100 km/h: 5,4 s
- Przyspieszenie 0-160 km/h: 13,0 s
- Prędkość maksymalna: 274 km/h